# 露土戦争 (1828年-1829年)

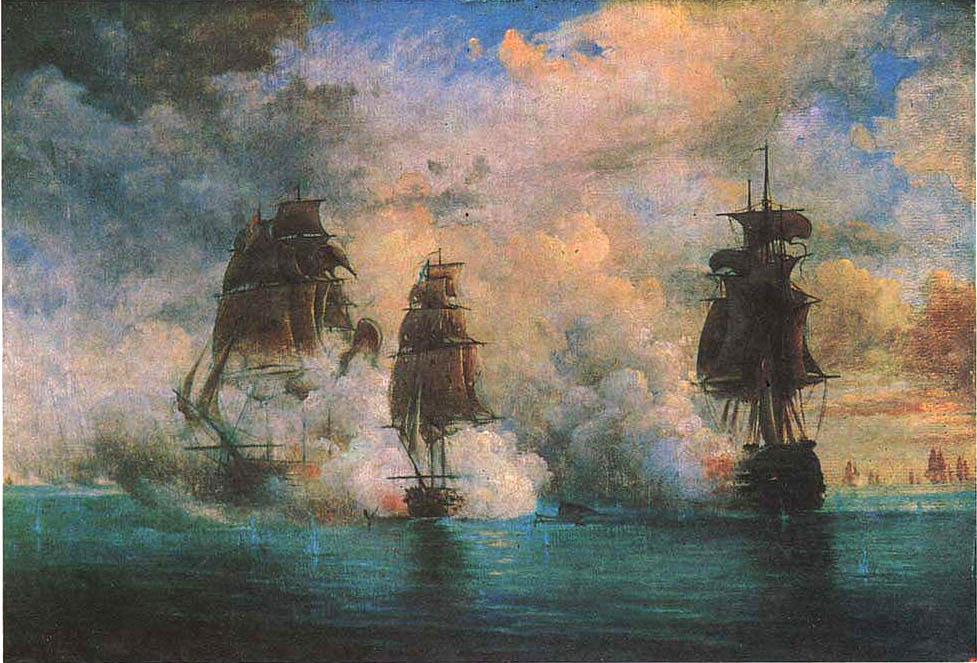
Action of May 26, 1829, by :en:Nikolay Krasovsky.

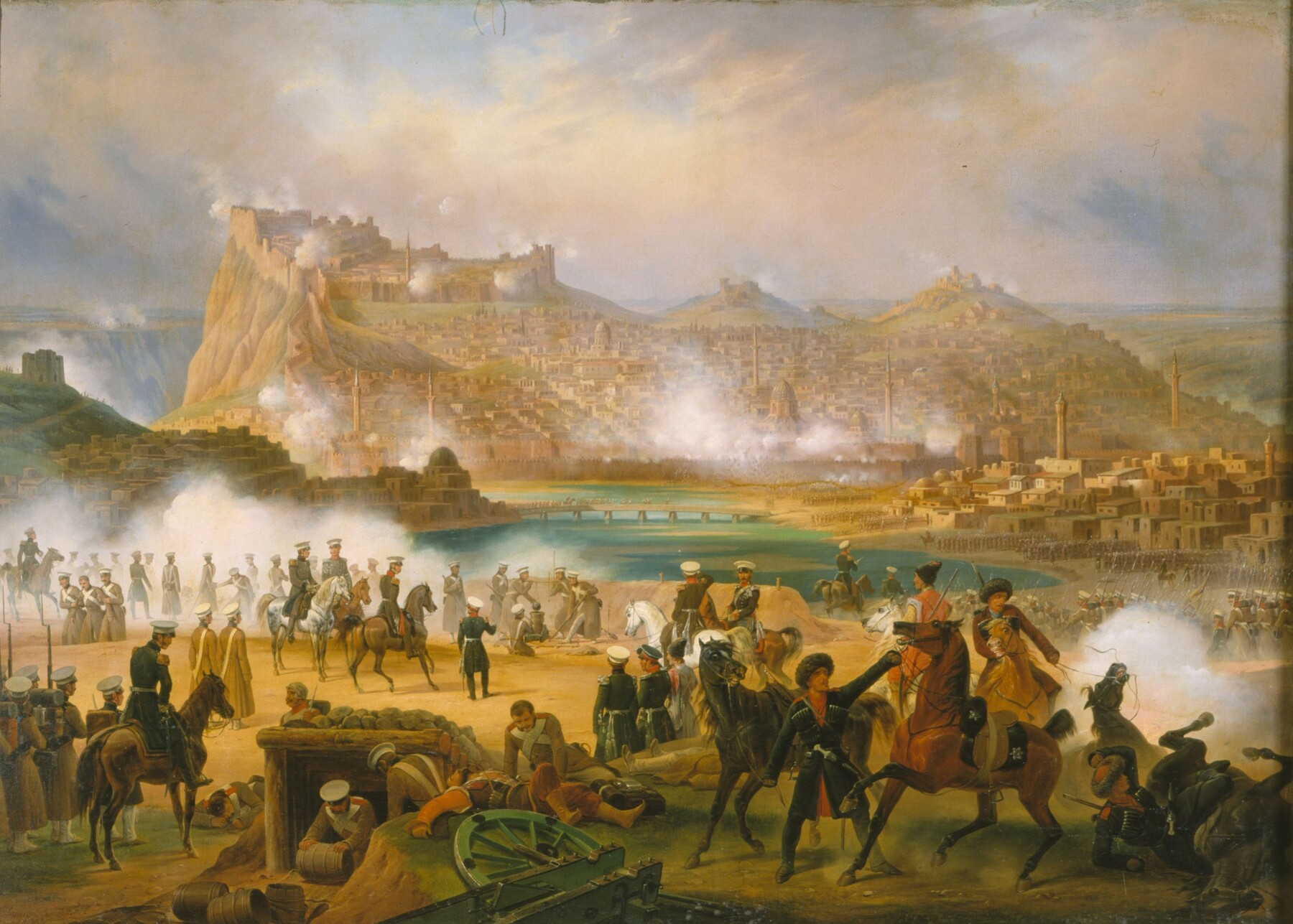
カルスの包囲 (1828), by January Suchodolski.

露土戦争（ろとせんそう）は、ギリシャ独立戦争に起因して、1828年から1829年にかけて起こったロシア帝国とオスマン帝国の間の戦争である。オスマン帝国のスルターンはナヴァリノの海戦へのロシアの参戦に激怒し、ロシア船舶に対してダーダネルス海峡を封鎖しアッケルマン条約を撤回した。

## 戦闘の経緯
1828年6月、ロシア皇帝ニコライ1世に率いられたロシア帝国の主力軍はドナウ川を渡河しドブロジャに進攻した。それに先だって、ロシア軍司令のピョートル・ヴィトゲンシュテインはワラキアに移り、苦も無くブライラおよびブカレストを奪取した。
その後ロシア軍はブルガリアのシュメン、ヴァルナ、シリストラの3つの重要な砦に対して長大な包囲網を敷いた。アレクセイ・グリーグ指揮下の黒海艦隊の援助の下、9月29日にヴァルナが陥落した。シュメンにはロシア軍より多い40,000人強のオスマン帝国軍が駐屯したため攻略が進まなかった。さらに、オスマン帝国軍はロシア軍の補給路を断つことに成功し、それによって起こった飢餓と病気の増加は、この戦争の交戦による死者数を上回る数の人命を奪った。
冬が近付いたため、ロシア帝国軍はシュメンからベッサラビアへの撤退を余儀なくされた。1829年2月、その慎重さを臆病と評された老齢のヴィトゲンシテインは、より精力的なハンス・カール・フォン・ディービッチ と交代させられ、皇帝軍とともにサンクトペテルブルクに残った。陸軍元帥ディービッチに率いられた60,000人のロシア帝国兵はドナウ川を渡河し、シリストラの包囲を再開した。スルターンは40,000の派遣団をヴァルナに送ったが、5月30日のクレビチャの戦いにおいてディービッチによって全滅させられた。その後、6月19日にロシア帝国軍の手によってシリストラは陥落した。
同時に、イヴァン・パスケーヴィチはカフカース正面作戦において、アハルツィヘの戦いにおいてアハルツィヘを、ペルシアからエレバンを、オスマン帝国からカルスを奪取した。詩人アレクサンドル・プーシキンをアナトリア北東部のエルズルムへ連れ、6月27日、ポルタヴァの戦いの120周年記念を祝った。
4月2日、ディービッチによるトランスバルカンへの攻撃はオスマン側を飛び上がらせた。それは10世紀のスヴャトスラフ1世の軍事作戦以来初めてのことであった。35,000人のロシア帝国軍は山を越え、包囲戦の最中のシュメンを回避して直接コンスタンティノープルへ向かった。ブルガスは10日後に陥落したが、オスマン帝国軍の増援は7月31日にはまだスリヴェン近くを迂回しているところであった。8月28日までにディービッチはコンスタンティノープルから68キロの地点まで進軍し、オスマン帝国の首都にパニックを引き起こした。イギリスの旅行者アドルフ・スレイド卿の記したところによれば、ロシア帝国軍はその行く先で破壊と略奪を行った。

## 講和
スルターンは平和を求めること以外のいかなる選択もせず、1829年9月14日のエディルネ条約において終戦を迎えた。黒海の東海岸の大部分とドナウ川河口がオスマン帝国からロシア帝国に割譲された。オスマン帝国は、グルジアおよび現代のアルメニアの領域においてロシア帝国の主権を認め、セルビアは自治権を獲得した。ロシア帝国はオスマン帝国がその莫大な賠償金を支払い終えるまでの間、モルダヴィアとワラキアを彼らの繁栄と商取引の完全なる自由を保障することを条件に占領する権利を得た。海峡問題は4年後のウンキャル・スケレッシ条約への署名によって解決した。